# Michigan
Michigan là một tiểu bang thuộc vùng Bắc-Đông Bắc của Hoa Kỳ, giáp tỉnh Ontario của Canada. Bang này được đặt tên theo hồ Michigan, vốn có xuất xứ từ tiếng Ojibwe là mishigami có nghĩa là "hồ nước lớn". Michigan là bang đông dân thứ 8 trong 50 bang của Mỹ. Thủ phủ của nó là Lansing, thành phố lớn nhất là Detroit. Michigan chính thức được sáp nhập vào liên bang vào ngày 26 tháng 1 năm 1837 và trở thành bang thứ 26 của Hoa Kỳ.